# Byblia crameri
Byblia crameri är en fjärilsart som beskrevs av Aurivillius 1894. Byblia crameri ingår i släktet Byblia och familjen praktfjärilar. Inga underarter finns listade i Catalogue of Life.